# テア・ドルン
テア・ドルン（Thea Dorn、1970年7月23日 - ）は、ドイツの小説家、推理作家、劇作家。女性。オッフェンバッハ生まれ。本名はクリスティアーネ・シェラー（Christiane Scherer）。筆名のテア・ドルンはドイツの哲学者のテオドール・アドルノ（Theodor Adorno）に由来する。

## 略歴
ベルリンで哲学と声楽を学び、ベルリン自由大学哲学科の倫理学の講師となる。1994年、大学教授を狙った猟奇的な連続殺人事件の解決に奔走する女性の活躍を描いた長編ミステリ『ベルリンの啓蒙』（未訳 Berliner Aufklärung）で小説家デビュー。この作品は1995年、ウルム大学レイモンド・チャンドラー協会が主催するマーロウ賞を受賞している。1996年にはオペラ座炎上事件とそれにまつわる陰謀を探偵役の女性文芸部員が解き明かす長編ミステリ『指環の闘い』（未訳 Ringkampf）を発表。
1999年発表の長編ミステリ第三作『殺戮の女神』はドイツ・ミステリ大賞を第1位で受賞している（この賞は受賞作として第1位から第3位までの3作品が選出される）。
2000年秋、ベルリン自由大学講師の職を辞し、2年間の契約でハノーヴァー劇場の劇作家となった。

## 日本語訳作品
単行本
- 殺戮の女神 （訳：小津薫、2001年2月、扶桑社、ISBN 4594030904）（Die Hirnkönigin (1999)）

短編
- 犬を連れたヴィーナス （訳：小津薫、『ベルリン・ノワール』2000年3月、扶桑社、ISBN 4594028691）
  - 1997年にドイツで出版されたノワール・アンソロジー『Berlin Noir』の翻訳。5編収録。ほかの収録作家はフランク・ゴイケ（ドイツ語版）、ハイナー・ラウ（Heiner Lau）、ベアベル・バルケ（Bärbel Balke）、カール・ヴィレ（Carl Wille）